# Radenthein
Radenthein is een zelfstandige stad in de Oostenrijkse deelstaat Karinthië, gelegen in het district Spittal an der Drau. De gemeente heeft ongeveer 6900 inwoners.

## Geografie
Radenthein heeft een oppervlakte van 89,3 km². Het ligt in het zuiden van het land.
De volgende 17 plaatsen maken deel uit van de gemeente (inwonertal uit 2001):

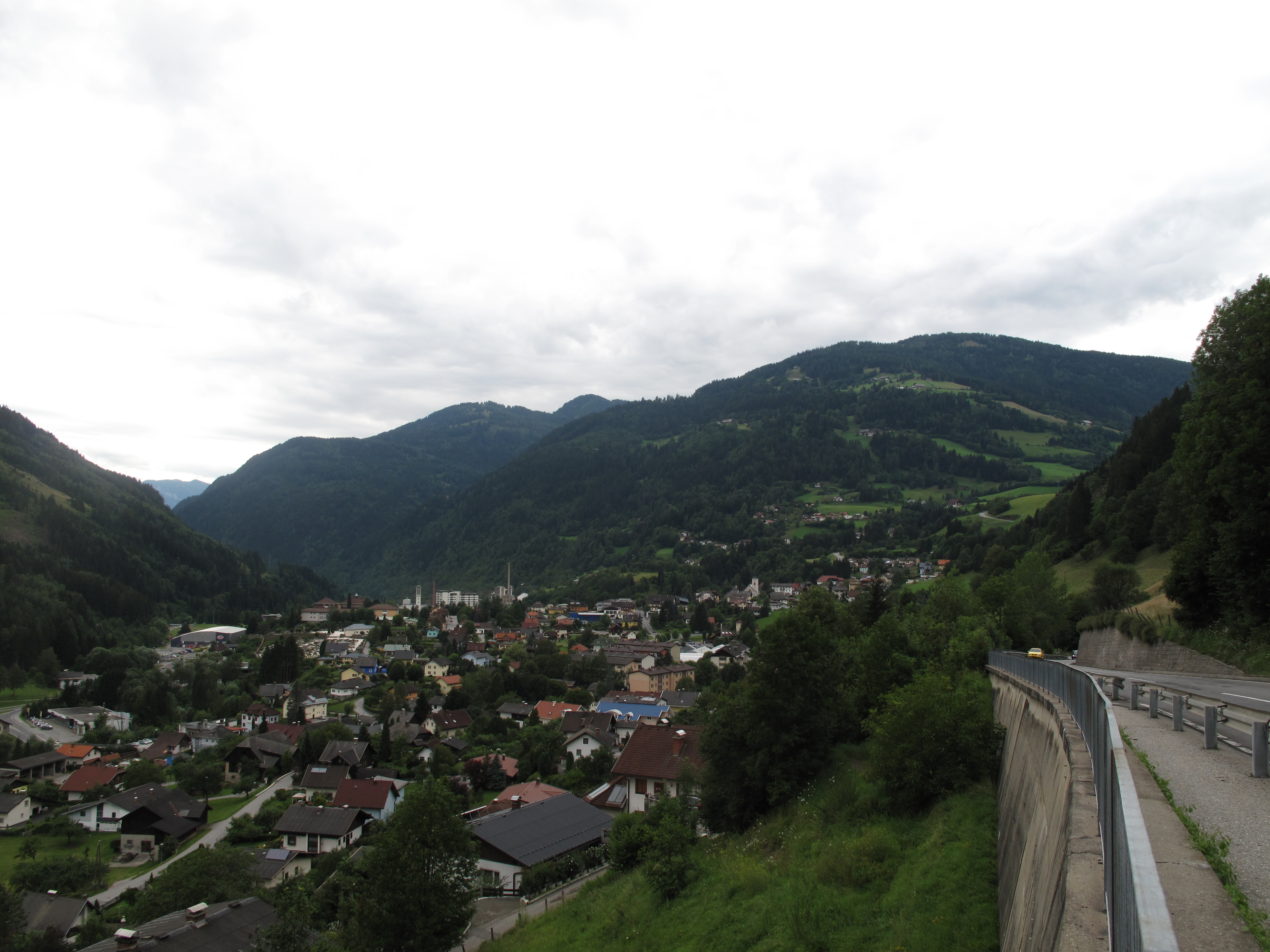
Uitzicht over Radenthein

| - Dabor (112) - Döbriach (1.328) - Ebene (36) - Erdmannsiedlung (367) - Frischg (59) - Hohensaß (100) - Kaning (605) - Laufenberg (82) - Mitterberg (22) | - Obertweng (104) - Radenthein (1.810) - Sankt Peter (474) - Schattseite (313) - Schrott (98) - Starfach (136) - Untertweng (726) - Zödl (55) |

Bad Kleinkirchheim · Baldramsdorf · Berg im Drautal · Dellach im Drautal · Flattach · Gmünd in Kärnten · Greifenburg · Großkirchheim · Heiligenblut am Großglockner · Irschen · Kleblach-Lind · Krems in Kärnten · Lendorf im Drautal · Lurnfeld · Mallnitz · Malta in Kärnten · Millstatt am See · Mörtschach · Mühldorf · Oberdrauburg · Obervellach · Radenthein · Rangersdorf · Reißeck · Rennweg am Katschberg · Sachsenburg · Seeboden am Millstätter See · Spittal an der Drau (stad) · Stall · Steinfeld · Trebesing · Weissensee · Winklern
- Gemeinsame Normdatei: 4267608-3
- Library of Congress Control Number: n81079467
- MusicBrainz: 01010314-c613-4459-a79d-4c9b59f143b1
- Nationale Bibliotheek van Israël: 987007531823405171
- Virtual International Authority File: 131359337
- WorldCat: E39PBJycPRxfmcJgb67WfJH6Kd